# Zain Retherford
Zain Allen Retherford (21 de mayo de 1995) es un deportista estadounidense que compite en lucha libre. Ganó dos medallas en el Campeonato Mundial de Lucha, en los años 2022 y 2023, ambas en la categoría de 70 kg.

## Palmarés internacional
| Campeonato Mundial | Campeonato Mundial | Campeonato Mundial | Campeonato Mundial |
| Año                | Lugar              | Medalla            | Categoría          |
| ------------------ | ------------------ | ------------------ | ------------------ |
| 2022               | Belgrado (Serbia)  | Medalla de plata   | 70 kg              |
| 2023               | Belgrado (Serbia)  | Medalla de oro     | 70 kg              |